# Río Supe
Der Río Supe ist ein ca. 95 km langer Zufluss des Pazifischen Ozeans im zentralen Westen Perus in den Provinzen Huaura und Barranca im Norden der Verwaltungsregion Lima. Auf einer Anhöhe am Oberlauf liegt die archäologische Fundstätte Siscay; entlang dem Unterlauf befinden sich mehrere archäologische Fundstätten, darunter die Stadtsiedlung Caral. 5 km nordwestlich der Mündung liegt die bekannte archäologische Fundstätte Áspero.

## Flusslauf
Der Río Supe entspringt in der peruanischen Westkordillere auf einer Höhe von ca. 4900 m. Anfangs fließt er 3 Kilometer in Richtung Südost. Er durchfließt den kleinen Bergsee Laguna Jururcocha. Anschließend strömt der Río Supe etwa 25 km in überwiegend westsüdwestlicher Richtung durch das Gebirge. Der Fluss passiert bei Flusskilometer 64 das Distriktverwaltungszentrum Ámbar und wendet sich nach Südwesten. Ab Flusskilometer 35 wendet sich der Río Supe allmählich in Richtung Westnordwest. Kurz darauf verlässt der Fluss die Provinz Huaura. Der Unterlauf liegt innerhalb der Provinz Barranca. 14 km oberhalb der Mündung erreicht der Fluss das Küstentiefland und wendet sich nach Westen. Das untere Flusstal des Río Supe wird im Norden von den beiden Höhenrücken Lomas Caral-Purmacana und Lomas de Liman flankiert. Etwa 2,5 km oberhalb der Mündung kreuzt die Fernstraße Panamericana den Fluss. Die Mündung des Río Supe liegt 12 km südlich der Provinzhauptstadt Barranca. Im Küstentiefland wird weitflächig bewässerte Landwirtschaft betrieben.

## Einzugsgebiet und Hydrologie
Der Río Supe entwässert ein Areal von etwa 1020 km². Das Einzugsgebiet grenzt im Norden an das des Río Pativilca, im Süden an das des Río Huaura. Der Río Supe führt in den Monaten Juli bis September sehr wenig Wasser und kann streckenweise trockenfallen. 